# John le Carré
John le Carré, valódi nevén David John Moore Cornwell (Poole, 1931. október 19. – Truro, 2020. december 12.) angol író, a kémregény-irodalom egyik legismertebb alakja. Haláláig a cornwalli St. Buryanben élt.

## Élete

### Családi gyökerei
1931. október 19-én született Richard Thomas Archibald és Olive Cornwell fiaként a dorseti Poole-ban, Angliában. Három testvére van, az idősebb Anthony Cornwell, nyugdíjazott hirdetési igazgató, az egyik fiatalabb féltestvére Charlotte Cornwell színésznő, a másik Rupert Cornwell, a The Independent washingtoni irodájának egykori vezetője. Nehéz gyerekkora volt: az édesanyja ötéves korában elhagyta a családot (majd tizennyolc évvel később visszatért), az édesapját pedig biztosítási csalásért zárták börtönbe, és a későbbiekben is sokszor került összetűzésbe a törvénnyel.

### Édesapjával való viszonya
Cornwellnek az édesapjával való rossz viszonya többször visszaköszön a regényeiben is. Például az 1986-os The Perfect Spyban róla mintázta az egyik karaktert, illetve a 2010-es, A mi emberünk című regényében Gyimát, az orosz pénzmosót a vele való viszonyának hatására teremtette meg.

### Pályája a brit hírszerzésnél és írói karrierjének kezdete
1948–1949-ben a berni egyetemen tanult idegen nyelveket, majd 1950-ben csatlakozott a brit hadsereg hírszerző testületéhez, ahonnan Ausztriába rendelték ki. Ott zömmel olyan embereket hallgatott ki, akik átjutottak a vasfüggönyön. 1952-ben visszatért Angliába, az oxfordi Lincoln College-ban kezdett el tanulni, mellette pedig az MI5-nak kémkedett szélsőbaloldali csoportokba beépülve, lehetséges szovjet ügynökök után kutatva.
1954-ben az apja tönkrement, ezért Cornwell abbahagyta a főiskolát, és ügynöki munkája mellett tanításba kezdett (német és francia nyelvet); ez időben több főiskolán is alkalmazták.
1958-ban tiszti rangot kapott az MI5-nál. Ügynököket irányított, kihallgatásokat szervezett, telefonvonalakat hallgatott le és betöréseket hajtott végre. Lord Clanmorris (írói nevén John Bingham) bátorítására kezdett bele az írásba, az 1961-es Ébresztő a halottaknak volt az első regénye. Ezen felül Lord Clanmorris volt az egyik fő inspirációs forrás George Smiley karakterének a megszületéséhez, aki később is visszatérő szereplője lett le Carré regényeinek, többek közt a Karla-trilógia főszereplője is.
1960-ban áthelyezték az MI6-hez – a külföldi hírszerzéshez – és másodtitkárként beépülve dolgozott a bonni brit követségen. Innen később politikai konzulként Hamburgba helyezték át. Itt írta meg 1962-ben az A Murder Of Quality című detektívregényt, majd egy évvel később a Kém, aki bejött a hidegrőlt. Cornwell 1964-ben kilépett a hírszerzéstől Kim Philby árulása miatt, aki a KGB-nek felfedte számos brit hírszerző, így az ö kilétét is. 1974-ben ezt örökítette meg az Árulás című regényében (a Karla-trilógia első részében).
1964-ben elnyerte a Maugham-díjat, ami harmincöt évnél fiatalabb brit íróknak tette lehetővé, hogy külföldön fejleszthessék az írói képességeiket.

### Magánélete
1954-ben feleségül vette Alison Ann Veronica Sharpot, és három fiuk született: Simon, Stephen és Timothy. 1971-ben váltak el. Egy évvel később Cornwell Valérie Jane Eustace-szel kötötte össze az életét (a Hodder & Stoughton kiadó szerkesztőjével). Egyetlen fiuk – Nicholas – Nick Harkaway néven ír.
Le Carré annyira meghasonlott a 2016-os Brexit miatt, hogy anyai nagymamája nyomán felvette az ír állampolgárságot.

### Halála
2020 végén egy otthoni baleset – elesés – következtében kórházba került és ott hunyt el tüdőgyulladásban. A család közleménye szerint a 89 éves író halálát nem a Covid19-koronavírus okozta.

## Írói munkássága
Az 1950-es és 1960-as években az MI5-nak és MI6-nek dolgozott, ezért a regényeit álnéven kellett írnia. A harmadik könyve, az 1963-as A kém, aki bejött a hidegről, nemzetközi bestseller lett, és mindmáig az egyik legelismertebb regénye, mind a saját életműve, mind a műfaj tekintetében. Ezt követően a hidegháború legelismertebb krónikásává vált a Karla-trilógiának köszönhetően. A kommunizmus bukása után regényei témája megváltozott: történetei helyszínéül többek között szovjet utódállamokat, Közép-Amerikát, illetve az utóbbi időben Afrikát választotta.
Számos regénnyel érdemelte ki, hogy a huszadik századi kémirodalom egyik legnagyobb írójának tekintsék. 2008-ban a Times a huszonkettedik helyre rangsorolta az "50 legnagyobb brit író 1945 óta" című listáján.

### Legjobb regényei
2008. október 5-én a BBC Fournak adott interjújában Mark Lawson megkérdezte, hogy szerinte melyek a legjobb regényei, mire Le Carré az alábbi címeket adta meg ebben a sorrendben:
- A kém, aki bejött a hidegről
- Árulás
- A panamai szabó
- Az elszánt diplomata

### Politikai témájú írásai
2003 januárjában a Times közölte a "The United States Has Gone Mad" c. írását, amiben mélyen elítélte a briteknek az iraki háborúhoz való hozzáállását. Három évvel később egy újabb politikai esszéje jelent meg a Not One More Death c. könyvben, ami szintén az iraki háborút ítéli el. Mellette többek közt Harold Pinter, Richard Dawkins, Michael Faber, Brian Eno és Haifa Zangana írásai találhatóak még meg.

## Magyar kiadások
- Ébresztő a halottnak (Call for the Dead, 1961); ford. Széky János; Láng–Kolonel, Bp., 1990
- A kém, aki a hidegről jött be; ford. Szakmáry Veér Károly; Hunnia House, New York, 1969
- A kém, aki bejött a hidegről (The Spy Who Came in from the Cold, 1963);[33] ford. Falvay Mihály; Európa, Bp., 1990
- Egy német kisváros (A Small Town in Germany, 1968); ford. Vajda Gábor; Kossuth, Bp., 1972
- Az áruló (Tinker, Tailor, Soldier, Spy, 1974); ford. Félix Pál; Officina Nova, Bp., 1995
  - (Árulás; Suszter, szabó, baka, kém címeken is)
- Kettős szerepben. Kémregény (The Little Drummer Girl, 1983); ford. Kaposi Tamás; Árkádia–Origo-press, Bp., 1988
- Az Orosz Ház (The Russia House, 1989); ford. Szaffkó Péter; Európa–Fabula, Bp., 1991
- Éjszakai portás, 1-2. (The Night Manager, 1993); ford. Fazekas László; I.P.C., Bp., 1995
  - (The Night Manager. Éjszakai szolgálat címen is)
- Játszma (Our Game, 1995); ford. Sóvágó Katalin; I.P.C., Bp., 1996 (I.P.C. könyvek)
- A panamai szabó (The Tailor of Panama); ford. Sóvágó Katalin; Aquila, Debrecen, 1998 (Kondor könyvek)
- Single & Single (Single & Single, 1999); ford. Sóvágó Katalin; Európa, Bp., 2001
- Az elszánt diplomata (The Constant Gardener, 2001); ford. Odze György; Saxum, Bp., 2002
- Jó barátok (Absolute Friends, 2003); ford. Sóvágó Katalin; Európa, Bp., 2005
- A zebra dala (The Mission Song, 2006); ford. Falvay Dóra; Agave Könyvek, Bp., 2008
- Árulás (Tinker, Tailor, Soldier, Spy, 1974); ford. Falvay Dóra; Agave Könyvek, Bp., 2009
  - (Az áruló; Suszter, szabó, baka, kém címeken is)
- Az üldözött (A Most Wanted Man, 2008); ford. Falvay Dóra; Agave Könyvek, Bp., 2009
- Hajsza (The Honourable Schoolboy, 2009; ford. Falvay Mihály; Agave Könyvek, Bp., 2009
- A mi emberünk (Our Kind of Traitor, 2010); ford. Falvay Dóra; Agave Könyvek, Bp., 2010
- Csapda (Smiley's People, 1979); ford. Falvay Dóra; Agave Könyvek, Bp., 2011
- Suszter, szabó, baka, kém (Tinker, Tailor, Soldier, Spy, 1974); ford. Falvay Dóra; Agave Könyvek, Bp., 2011
  - (Az áruló; Árulás címeken is)
- Egy tökéletes kém; ford. Falvay Dóra; Agave Könyvek, Bp., 2012
- Törékeny igazság (A Delicate Truth, 2013); ford. Széky János; Agave Könyvek, Bp., 2013
- A panamai szabó; ford. Falvay Dóra; Agave, Bp., 2014
- Tükrök háborúja (The Looking Glass War, 1965); ford. Falvay Dóra; Agave Könyvek, Bp., 2014
- Single & Single; ford. Falvay Dóra; Európa, Bp., 2015
- The night manager. Éjszakai szolgálat; ford. Fazekas László; Agave Könyvek, Bp., 2016
  - (Éjszakai portás címen is)
- Galambok alagútja. Történetek az életemből; ford. Fazekas László; Agave Könyvek, Bp., 2016
- A titkos zarándok; ford. Orosz Anna; Agave Könyvek, Bp., 2016
- A kémek öröksége; ford. Orosz Anna; Agave Könyvek, Bp., 2017
- Ügynök a terepen; ford. Orosz Anna; Agave Könyvek, Bp., 2019
- A kém, aki bejött a hidegről; ford. Falvay Mihály, elő- és utószóford. Lakatos Anna; Agave Könyvek, Bp., 2021
- Ezüstfény; ford. Orosz Anna, Agave Könyvek, Bp., 2022

### Karla-trilógia
- Suszter, szabó, baka, kém. Karla-trilógia 1.; ford. Falvay Dóra; Agave Könyve, Bp., 2012
- Hajsza. Karla-trilógia 2.; ford. Falvay Mihály; Agave Könyve, Bp., 2012
- Csapda. Karla-trilógia 3.; ford. Falvay Dóra; Agave Könyve, Bp., 2012

## Filmadaptációk
Regényeiből számos filmet és filmsorozatot forgattak. A panamai szabó és Az elszánt diplomata forgatókönyveit részben ő maga írta.
- A kém, aki a hidegből jött (The Spy Who Came in from the Cold, 1965, rendezte Martin Ritt)
- Ébresztő a halottaknak (Call for the Dead, 1966, rendezte Sidney Lumet)
- Tükörútvesztő (The Looking Glass War, 1969, rendezte Frank R. Pierson)
- Tinker, Tailor, Soldier, Spy (1979, 7 részes BBC tévésorozat)
- Smiley's People (1982, BBC tévésorozat)
- Kettős szerepben (The Little Drummer Girl, 1984, rendezte George Roy Hill)
- Oroszország ház (The Russia House, 1990, rendezte Fred Schepisi)
- A Murder of Quality (1991 tévéfilm)
- A panamai szabó (The Tailor of Panama, 2001, rendezte John Boorman)
- Az elszánt diplomata (The Constant Gardener, 2001, rendezte Fernando Meirelles)
- Suszter, szabó, baka, kém (Tinker, Tailor, Soldier, Spy, 2011, rendezte Tomas Alfredson)
- Éjszakai szolgálat (The Night Manager, 2016, 6 részes BBC televíziós sorozat, rendezte David Farr)[34]
- Kettős szerepben (Little Drummer Girl, 2018-, televíziós sorozat)

## Fordítás
- Ez a szócikk részben vagy egészben  a   John_le_Carré című angol Wikipédia-szócikk fordításán alapul.  Az eredeti cikk szerkesztőit annak laptörténete sorolja fel. Ez a jelzés csupán a megfogalmazás eredetét és a szerzői jogokat jelzi, nem szolgál a cikkben szereplő információk forrásmegjelöléseként.